# Суперкрила. Джетт і його друзі
«Суперкрила. Джетт і його друзі» (англ. Super Wings; кор. 출동! 슈퍼윙스; кит.: 超级飞侠) — анімаційний телевізійний серіал, створений Гілом Хун Чонгом і створений його компанією FunnyFlux Entertainment у Південній Кореї.

## Персонажі
Джетт (англійською Jett) - головний герой, червоно-білий чоловічий реактивний літак. Його завдання - доставляти пакунки дітям по всьому світу. Джетт - найшвидший літак у світі, сповнений енергії та впевненості, він дружелюбний з усіма в Світовому аеропорту. Він любить літати навколо світу, щоб допомогти дітям рознести пакунки. Щоразу, коли виникають труднощі, часто тому, що Джетт некомпетентний, він покличе на допомогу свого найкращого друга " Супер Крила". Початкова сила Джетта полягала виключно в прискоренні, хоча з розвитком шоу він став здатний адаптуватися до будь-якого середовища, а також набув компетентності. У 5 сезоні в Джетта з'явився новий маленький компаньйон: Міні Джетт/Джетт Пет, супер вихованець. На початку перших двосерійних епізодів 6 сезону він став легендарним Супер Крилом і увійшов до Зали Слави.
Діззі (англійською Dizzy) - рожево-білий жіночий гелікоптер, головним завданням якого є порятунок людей, які потребують її допомоги. Діззі - це рожевий рятувальний гелікоптер із рятувальними тросами й аварійним обладнанням. Не дивіться на її Свенс, вона дуже могутня. Поки Джетт знаходиться в критичній ситуації і потребує допомоги, Діззі буде негайно відправлено, тому що вони найкращі партнери! У 3 сезоні вона є лідером " Рятувальників Діззі". У 5 сезоні в Діззі з'явився новий супердомашній улюбленець: Міні Діззі/Діззі Пет.
Донні (англійською Donnie) - чоловічий жовто-блакитний літак, який спеціалізується на виготовленні та ремонті речей за допомогою свого неймовірного набору інструментів. Він схильний до власних нещасних випадків. Донні базується на Canadair CL-415, але в мультяшній версії. Донні - чудовий інженер у Супер Крилах. Він завжди відповідає можливостям нескінченності в найкращому стані. Він хороший і надійний партнер з потужним набором інструментів, який завжди допомагає іншим Супер Крилам у критичні моменти. Хоча Донні розумний, він завжди любить робити речі, які змушують людей сміятися та плакати. У 3 сезоні він стає лідером групи " Супербудівники Донні" (створеної ним самим і його братом і сестрою, Ремі (бетономішалка) і Скуп (екскаватор)). У 5 сезоні за ним з'являється його новий супер вихованець, Міні Донні/Донні Пет.
Джером (англійською Jerome) - чоловічий синій винищувач на базі McDonnell/Douglas F - 18 від пілотажної групи Blue Angels. Він вірить, що деякі проблеми, з якими стикається Джетт, можна вирішити за допомогою танцювальної процедури, і вважає, що він може виконувати інші місії Супер Крил краще, ніж вони. Він був списаний як головний герой у 3 сезоні, ставши лідером " Команди Джерома" яку сформували він сам та його брат і сестра, Арома і Джеррі (два інші винищувачі, які не трансформуються) як команда каскадерів для змагань. Незважаючи на те, що його вилучили з основного складу, тема пісні все ще помилково містить ім'я Джерома в тексті, тоді як Пола тепер бачать у слоті з 4 сезону. Він відсутній в 5 і 6 сезоні, але повернеться в 7.
Міра (англ. Mira) - жіночий зелений реактивний літак. Вона єдиний член команди Супер Крил, який любить воду і може дихати під водою без обладнання для занурення (аж до появи Чейза та покращення Джетта в 3 сезоні). У 3 сезоні вона є лідером " Водної команди Міри". Вона відсутня в 5 сезоні, але, можливо, повернеться в 6.
Пол (англ. Paul) - синьо-білий поліцейський літак. Одна з його завдань - нічна охорона Світового аеропорту. Часом він допомагає Джетту й іншим, використовуючи свої навички контролю дорожнього руху та детектива. Пол спочатку був суворий, але веселий; проте в ході шоу він розслабився і замінив Джерома на посаді експерта з танців Супер Крил. У 3 сезоні він є лідером " Поліцейського патруля Пола". У 5 сезоні у Пола з'явився новий супердомашній улюбленець, Міні Пол/Пол Пет.
Белло(англ. Bello) - чоловічий чорно-білий смугастий літак-сафарі з пропелером. Його завдання - розмовляти з різними тваринами їхньою мовою. Його списали в 3 сезоні.
Дідусь Альберт (англ. Grand Albert) - помаранчевий біплан у відставці з переднім пропелером на базі Grumman F2F. Він дає Джетту моральні поради щодо деяких завдань. У нього також є валіза, наповнена предметами, зібраними протягом тривалого часу з його молодих днів як шукача пригод, найвідомішим є телефототрансформер, камера, яка може змінювати розмір будь-якого сфотографованого. Як і Джерома, його списали як головного героя в 3 сезоні, але він усе ще знімається в наступних сезонах. Він відсутній в 5 сезоні, але повернеться в 6 сезоні.
Астра (англ. Astra) - жіночий білий космічний літак. Вона є експертом у місіях, пов'язаних із космосом. В Астри є брат- близнюк, Астро, який з'являється в 3 сезоні. Лідер " Космокрил Астри", вона єдиний персонаж 2 сезону, який з'являється в наступних сезонах. У 5 сезоні в неї є новий супердомашній улюбленець, Міні Астра/Астра Пет.
Бакі(англ. Bucky) - жовто-зелений чоловічий літак, який може зменшуватися сам і зменшувати навколишні предмети, що іноді вилазить йому самому боком.
Крістал(англ.Krystall)- жіночий літак фіолетового кольору, що може створювати будь-яку річ із льоду.
Нео (англ. Neo) - невеликий літак жовто-зеленого кольору. Вона працює на фабриці, яка перетворюється. Нео відсутня в 4 і 5 сезонах, але, можливо, повернеться в 6 сезоні.
Тодд (англ. Todd) - чоловічий коричневий будівельний літак. У нього бормашина для носа. Його списали в 3 сезоні.
Фліп (англ. Flip) - чоловічий червоний літак, який знає багато про спорт. Він приєднався до Супер Крил у " Бермудська проблема" після того, як допоміг врятувати Джетта з Бермудського трикутника. Його списали в 3 сезоні.
Чейз (англ. Chase) - чоловічий темно-синій літак-розвідник. Крім робота і літака, він може перетворюватися практично на що завгодно. Його списали в 3 сезоні.
Джимбо (англ. Jimbo) - колишній головний диспетчер і єдина людина, яка працює у Світовому аеропорту в 1 сезоні. У другому сезоні він відправляється в навколосвітню відпустку, а його племінниця Скай займає його місце диспетчера повітряного руху, хоча він знімається в епізодичних ролях у місцях доставки Джетта. У 3 сезоні він повертається, цього разу як технік з технічного обслуговування, перш ніж стати капітаном-командувачем Світового літака, нової бази для Супер Крил у сезоні 4. Він відсутній у сезоні 6, але, можливо, повернеться в сезоні 7.
Скай (англ. Sky) - поточний головний диспетчер дорожнього руху та єдина людина, яка працює в Світовому аеропорту після того, як Джимбо пішов у відпустку (до його повернення в 3 сезоні), вона є племінницею Джимбо. У 4 сезоні вона є новим офіцером зв'язку Світового літака. Вона пересувається на ховерборді. Її пристрої такі ж у 5 сезоні. Починаючи з 6 сезону, Скай бере на себе обов'язки капітана-командувача Світового літака, оскільки Джимбо в цьому сезоні відсутній.
Шторм (англ. Storm) - молодий хлопець, представлений у 4 сезоні та головний інженер Світового літака. Також може літати на реактивному ранці.